# سمیت
سَمیَت یا سمی بودن (به انگلیسی: Toxicity)، خاصیتی‌است که یک ماده شیمیایی یا ترکیبی از مواد دارای آن خاصیت، با آن بتواند به یک ارگانیسم آسیب برساند. سمی بودن می‌تواند بر روی همهٔ یک ارگانیزم، مثلاً یک جانور، باکتری یا گیاه، و نیز بر زیرساختار ارگانیسم، مانند یاخته (سمیت سلولی) یا یک ارگان مانند کبد (سمیت کبد)، اثر کند. به‌طور گسترده، این کلمه ممکن است به صورت استعاری برای توصیف اثرهای سمی بر روی گروه‌های بزرگتر و پیچیده‌تر مانند گروه، خانواده، یا جامعه در کل استفاده شود. گاهی این کلمه بیشتر یا کمتر مترادف با مسمومیت در استفادهٔ روزمره است.
برداشت کلی از مفهوم سم‌شناسی این‌است که اثرهای سم به دوز وابسته است؛ مصرف بیش از حد آب می‌تواند منجر به مسمومیت آب شود، در حالی که حتی برای یک ماده بسیار سمی مانند زهر مار، دوز پایینی وجود دارد که هیچ اثر سمی قابل تشخیصی به وجود نمی‌آورد. سمی بودن خاصیتی «گونه-خاص» (species-specific)است و تجزیه و تحلیل گونه‌های متقاطع آن مشکل است. پارادایم‌ها و معیارهای نوی در حال تکامل هستند تا بتوان هم‌گام با حفظ و ادامهٔ مفهوم هدف‌های بررسی‌های سمیت آزمایش‌های جانوری را دور زد.